# Ōzeki

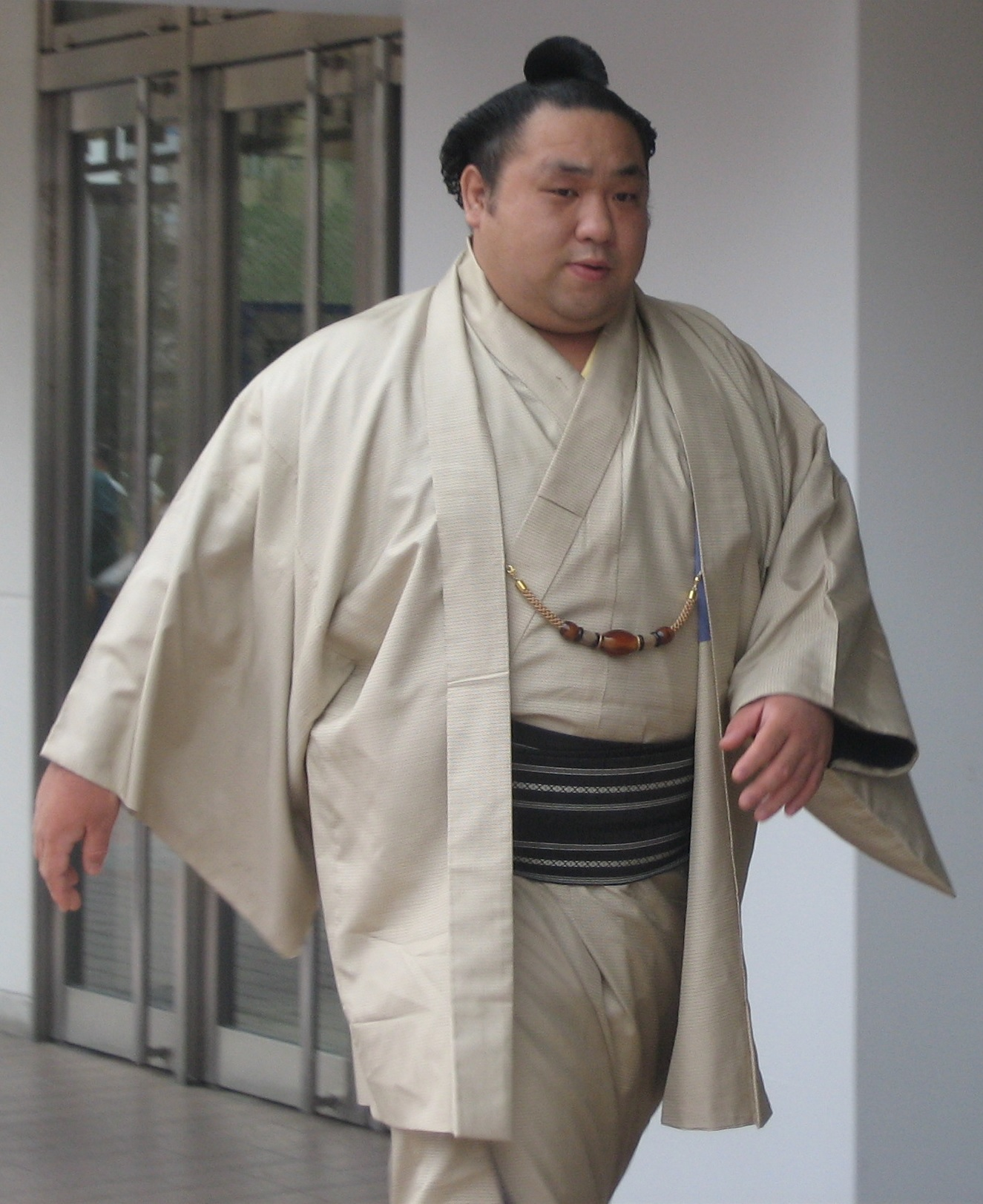
Chiyotaikai.

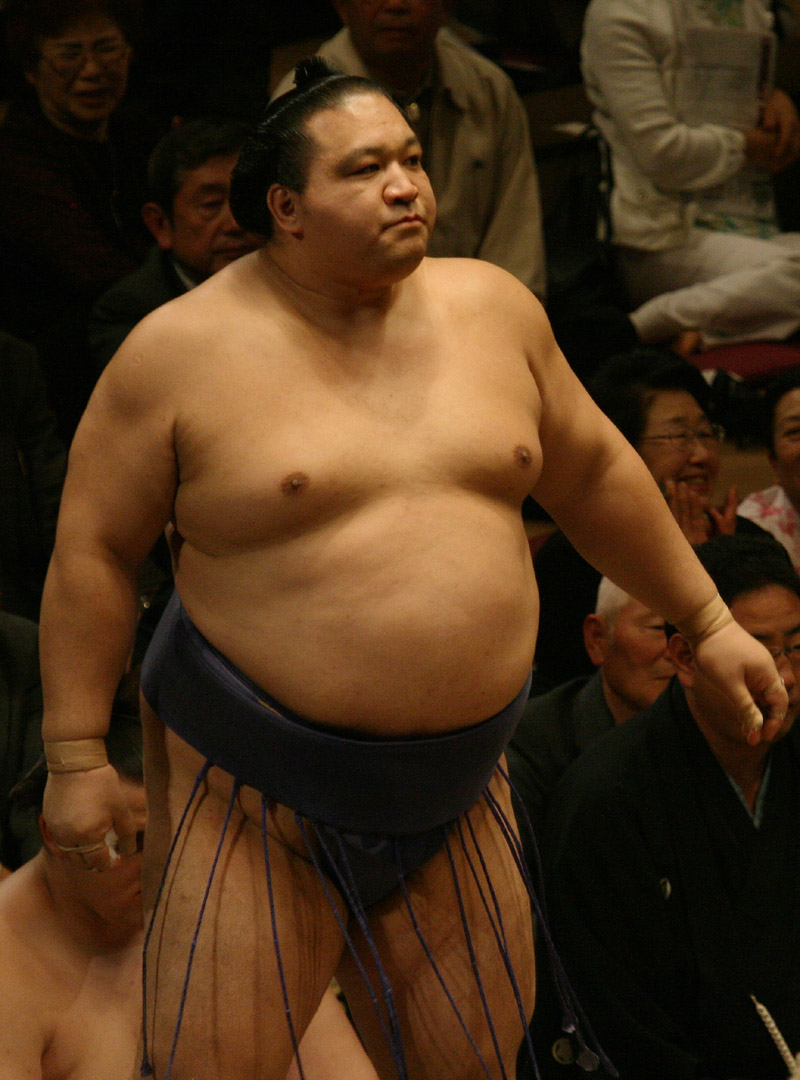
Kaiō.

Ōzeki (大関) est le deuxième plus haut rang de la lutte sumo, derrière yokozuna et devant sekiwake.
Chiyotaikai et Kaiō sont les lutteurs ayant été ōzeki le plus longtemps (65 tournois)[réf. souhaitée].

## Histoire
Le rang d’ōzeki, littéralement « grande barrière », existe depuis au moins les années 1750, il était alors le plus haut rang dans le sumo. Le titre de yokozuna, auparavant honorifique, est devenu le plus haut rang du sumo au début des années 1900.

## Spécificités
Contrairement au rang de yokozuna, il doit obligatoirement y avoir au moins deux ozeki dans le classement (banzuke). Si, à cause d'une fin de carrière, il n'y a plus qu'un lutteur ozeki, alors un yokozuna est désigné yokozuna-ozeki. Cela est arrivé pour la première fois depuis 30 ans en mars 2020 avec la retraite de Gōeidō, Kakuryū ayant alors été désigné yokozuna-ozeki,.
Tout comme les yokozuna, les ozeki ont droit à des sièges en première classe en avion lorsqu'ils voyagent à l'étranger, et en Shinkansen (Green Car). Ils gagnent également le droit de rentrer dans le Ryōgoku Kokugikan par un parking souterrain et ne sont plus obligés de rentrer à pied par l'entrée principale devant les spectateurs.

## Promotion
La promotion d'un lutteur (rikishi) au rang d’ōzeki se fait sur plusieurs tournois (honbasho). Elle démarre quand le rikishi est en sekiwake ou komusubi. À partir de là, le rikishi doit gagner approximativement 33 combats ou plus dans trois honbasho consécutifs. Généralement, un score minimal de onze victoires pour quatre défaites lors du tournoi précédant immédiatement la promotion est demandé. La qualité du sumo réalisé par le lutteur est également prise en compte pour décider de sa promotion, un lutteur se dérobant au début d'un combat afin de tromper son adversaire peut-être considéré comme indigne d'un lutteur de haut rang.
Les promotions sont décidées par un comité de directeurs de l'association japonaise de sumo. Lors de sa première promotion, un lutteur doit faire un discours dans lequel il promet de faire de son mieux du fait de la dignité du rang acquis.

## Rétrogradation
Comme pour un lutteur des autres rangs de la san'yaku (excepté le rang de yokozuna), un ōzeki peut être rétrogradé. Pour un ōzeki, une rétrogradation se fait en deux étapes. Tout d'abord, l’ōzeki doit perdre plus de rencontres qu'il n'en a gagné, cela est appelé make-koshi (負け越し). À ce stade l’ōzeki a alors le statut de kadoban (角番). S'il gagne dans le tournoi suivant une majorité de combats, il redevient un ōzeki comme il l'était avant d'être kadoban ; mais s'il venait à perdre une majorité de ces combats, il serait alors rétrogradé au rang de sekiwake.
Si, dans le tournoi suivant immédiatement sa rétrogradation, l'ancien ōzeki parvient à un score minimum de 10 victoires pour 5 défaites, il récupérera alors immédiatement son rang d’ōzeki. Cependant, s'il n'y parvient pas, il sera traité comme un autre lutteur dans ses futures tentatives pour reconquérir le statut d’ōzeki. Cette règle a été mise en place à l'occasion du tournoi de Nagoya en 1969.

## Ōzekiactuels
- Kotozakura Masakatsu II (en), depuis février 2024, Sadogatake-beya.
- Ōnosato Daiki, depuis septembre 2024, Nishonoseki-beya.